# Phanoperla omega
Phanoperla omega är en bäcksländeart som beskrevs av Peter Zwick 1982. Phanoperla omega ingår i släktet Phanoperla och familjen jättebäcksländor. Inga underarter finns listade i Catalogue of Life.